# Чернофф, Майк
Майкл Н. «Майк» Черно́фф (англ. Michael N. "Mike" Chernoff; род. 1930-е, Kamsack, Саскачеван) — канадский кёрлингист.
В составе мужской сборной Канады бронзовый призёр чемпионата мира 1978. Чемпион Канады среди мужчин (1978).
Играл на позиции третьего. Неоднократно был скипом команды.

## Достижения
- Чемпионат мира по кёрлингу среди мужчин: бронза (1978).
- Чемпионат Канады по кёрлингу среди мужчин: золото (1978), серебро (1983).

- Команда «всех звёзд» (англ. All Star Team) мужского чемпионата Канады: 1978[3].

## Команды
| Сезон   | Четвёртый    | Третий       | Второй        | Первый      | Турниры           |
| ------- | ------------ | ------------ | ------------- | ----------- | ----------------- |
| 1958—59 | Майк Чернофф | Doug Rawson  | Jake Edwards  | Bob Elliott | [ 4 ] [ 5 ]       |
| 1963—64 | Рон Норткотт | Майк Чернофф | Ron Baker     | Фред Стори  | ЧК 1964 (5 место) |
| 1977—78 | Эд Лукович   | Майк Чернофф | Дейл Джонстон | Рон Шиндл   | ЧК 1978 · ЧМ 1978 |
| 1980—81 | Эд Лукович   | Майк Чернофф | Нил Хьюстон   | Брент Сайм  |                   |
| 1981—82 | Эд Лукович   | Майк Чернофф | Джон Фергюсон | Уэйн Харт   | [ 8 ]             |
| 1982—83 | Эд Лукович   | Майк Чернофф | Нил Хьюстон   | Брент Сайм  | ЧК 1983           |
| 1992—93 | Берни Спаркс | Fuji Miki    | Майк Чернофф  | Ed Dezura   | [ 9 ]             |

(скипы выделены полужирным шрифтом)